# 権堂町 (長野市)
権堂町（ごんどうちょう）は、長野県長野市中心街にある地区。大字鶴賀に属する町（通称名）であるが、住所表示の際は「大字鶴賀」は省かれることが多く、郵便番号も単独で与えられている（380-0833）。
周辺の東後町・上千歳町・田町などの一部も含めて権堂と括られることもある。
善光寺の南に広がる、長野県随一の繁華街・歓楽街である。

## 概要
長野市街地のほぼ中央部東寄りに位置する。町域は、中央通りと長野大通り・緑町通りとの間を結ぶ権堂通り（権堂アーケード）を軸に広がっている。
「権堂」の名の興りは定まった説はないが、 1602年（慶長7年）の「川中島四郡検地打立帳」には「権堂村」の名が見えるため、中世以前には遡りうると考えられている。『出雲国風土記』に金堂が「厳堂（=ゴンドウ）」と記されている事から、古代に善光寺がこの地にあったことに由来するとの説がある。また、善光寺焼失の際、本尊を移動させ、往生院を仮堂としたため権堂（『権』には『仮』の意がある）の名がついたとの説もある。ただし、これは権堂村の遊女屋がその起源を正当化するために作られたものだともいう。

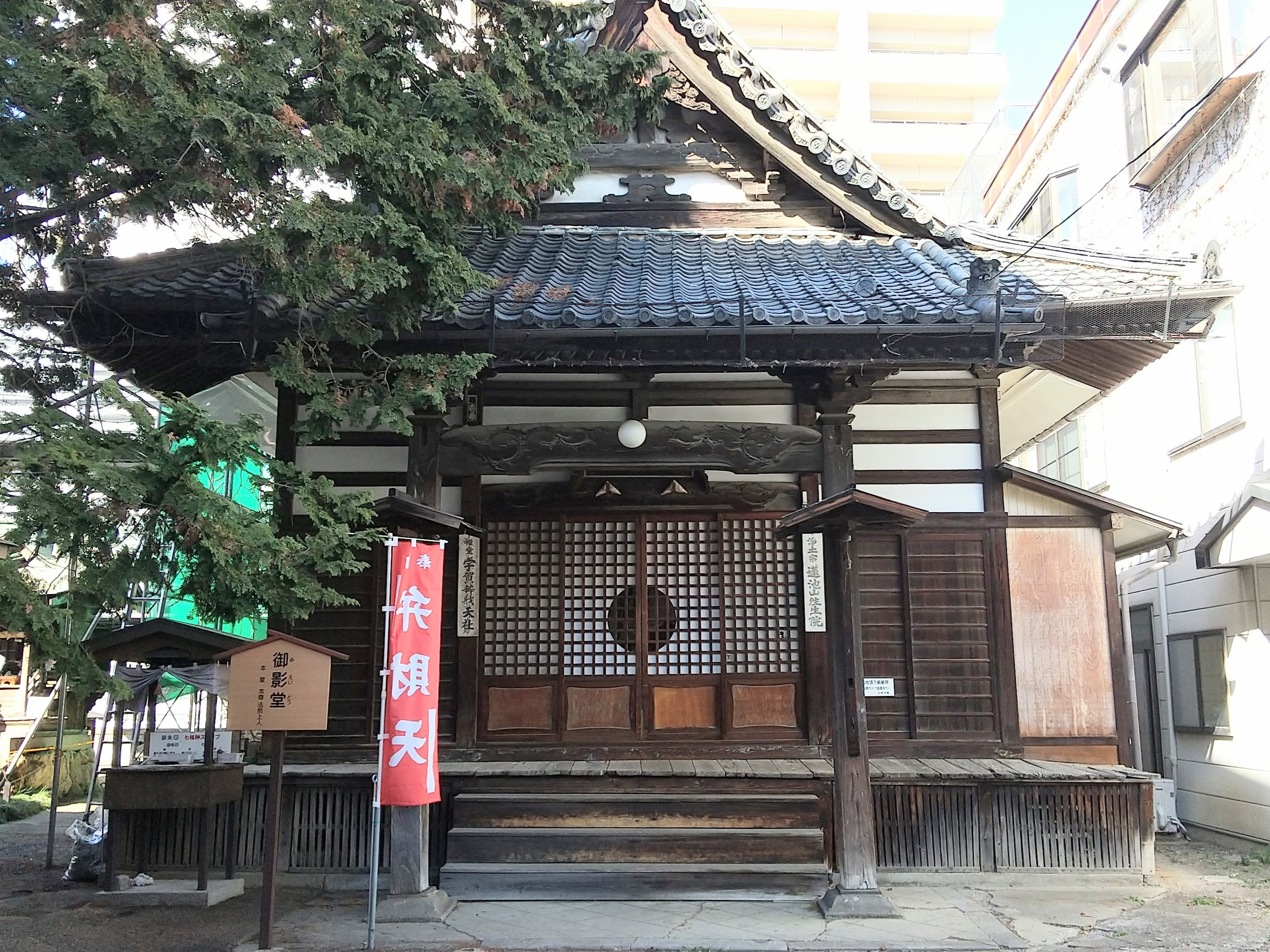
権堂はじまりの地とされる往生院

何にせよ、往生院の地には昔、現在の西方寺があり、この寺は法然が善光寺に参詣した際、蓮池を見つけ、その傍に庵を設けたことが始まりとされている。往生院は山号を蓮池山といい、今でも池と関係の深い弁財天をまつっている。きわめて古い地であり、この場所こそが現在の権堂の起源であると言ってよいだろう。
江戸時代には実質善光寺町ではあったが、幕府領権堂村となる。その後、松代藩の預かり領となった。江戸時代も中ごろになると、段々にぎやかになり、水茶屋（遊女屋）が多く軒を連ねるようになった。善光寺表参道・北国街道沿いに位置することもあって善光寺参りの精進落としの花街として栄え、その賑やかな様子は1878年（明治11年）に長尾無墨が記した『善光寺繁昌記』に詳しく描かれている。その後、権堂は商店街として発展し、1955年（昭和30年）頃にその繁栄のピークを迎える。商業の中心が次第に長野駅付近に移動するにつれ、権堂は次第に苦境に立たされるようになる。しかし、商店街がイトーヨーカ堂を誘致したことで、再び活気を取り戻すことができた。
近年ではそのイトーヨーカドー長野店も撤退したが、跡地に綿半スーパーセンター権堂店が開店。市街地空洞化の影響もあるとはいえ、現在でも長野県内随一の繁華街として賑わいを見せている。いわゆる「夜の街」としての面も大きいが、メインストリートの権堂アーケードについては一般商店や大型スーパー（綿半スーパーセンター権堂店）が軒を連ねており、昼間も買い物客で賑わっている。
地区内の人口および世帯数は、463世帯 750人（令和5年3月1日現在）。

## 沿革
- 807年 （大同2年）- 真言宗清浄寺が開山と伝わる（現在の往生院の地）。
- 1199年（正治元年）- 法然が善光寺参拝の折、庵を結ぶ（現在の往生院の地）。
- 1248年（宝治2年） - 往生院が記主禅師（良忠・法然の孫弟子）により開山[10]。
- 1602年（慶長7年）- 同年の「川中島四郡検地打立帳」に権堂村の名がみえる。これが権堂の名が載る初の史料である。
- 1603年（慶長8年） - 幕府の直轄領である天領となる[6]。
- 1642年（寛永19年） - 善光寺の本堂焼失。仮堂として約10年間往生院に本尊が移されたとされる[11]。
- 1831年～1845年（天保年間） - この頃、30件以上の水茶屋（遊女屋）ができ、240人くらいの女性が雇われるようになった。水茶屋は旅館と同じように旅人を泊めたので、困った大門町は権堂村の水茶屋をやめさせるよう、幕府に訴える。この争いは1850年まで続いた[7]。
- 1831年（天保2年） - 天領のまま、松代藩の預かり領となる。藩が預かって民政を行い、本年貢は幕府へ、付加税は藩へという方式[6]。
- 1847年5月8日（弘化4年3月24日） - 善光寺地震発生。権堂村の被害は大きく、焼失274戸、死者89人、けが人111人。家屋の被害は100パーセントに近かった[12]。
- 1850年（嘉永3年） - 大門町と和解。「権堂から宿へ毎年30両ずつ出す。水茶屋ではいっさい旅人や商人を宿泊させない」という条件で、水茶屋は続けられることになる[7]。
- 1876年（明治9年）5月30日 - 権堂村、水内郡問御所村・七瀬村と合併し水内郡鶴賀村となる。
- 1878年（明治11年） - 公娼制度により、町内の遊廓がすべて東に隣接する鶴賀新地（長野遊郭＝現在の東鶴賀町）に移される。
- 1889年（明治22年）4月1日 - 上水内郡鶴賀町、同郡長野町に編入。のち1897年（明治30年）に長野市となる。
- 1899年（明治32年） - 江戸時代から権堂村の遊郭が客寄せのため催していた煙火会（花火大会）を発展させた、長野えびす講煙火大会が始まる。なお江戸時代の煙火会は、「商店、旅館の繁昌は云うばかりでなく料理屋、飲食店は客で充満し、遂にはどこへ行っても芋の煮ころがしひとつ買うことの出来ぬほどの盛況を呈せり」というほどの盛況ぶりであったという。
- 1913年（大正2年） - 相生町通り（当時）が表参道に接続。現在の形となる。
- 1926年（大正15年）6月28日 - 長野電気鉄道（当時）権堂駅が開業。
- 1928年（昭和3年） - 石堂町に次ぎ、商店の数が長野で2位となる（1914年は5位）[13]。
- 1961年（昭和36年） - 相生町通り（当時）に長野県内初のアーケード（初代）が設置される。これにより相生町通りは「権堂アーケード」（道路愛称名は権堂通り）と呼ばれるようになる。
- 1977年（昭和52年） - 秋葉神社がイトーヨーカ堂に境内の一部を貸与し、権堂広場ができる[14]。
- 1978年（昭和53年）1月31日 - 秋葉神社の旧社務所跡地に新社務所・権堂町公民館が新築落成[15]。
- 1978年（昭和53年）6月 - 地下化に向け解体された権堂駅の地上駅舎跡に、イトーヨーカドー長野店が開店。商店街の核店舗となる。
- 1981年（昭和56年）3月1日 - 長野電鉄長野線の連続立体交差化により、権堂駅が地下駅化。
- 1983年（昭和58年）11月 - 長野電鉄長野線を地下化した跡に長野大通りが開通する。
- 1988年（昭和63年） - 温泉掘削のボーリングが試みられ、盆地堆積を地下765mまで掘って湧出を見たが底部には届かなかったとされる。
- 1993年（平成5年）4月30日 - 『長野市権堂町史』が出版される（発行所・権堂町公民館、監修・小林計一郎）。
- 1995年（平成7年）3月 - 2代目アーケードが完成。
- 1996年（平成8年） - 町のシンボルとなる獅子頭を権堂広場に設置[16]。
- 2008年（平成20年）9月3日 - 権堂アーケードに、防犯カメラ12台が設置される。長野市内で初めて公道に防犯カメラが設置された。
- 2012年（平成24年）6月 - 権堂B-1地区市街地再開発組合設立。翌年から長野電鉄本社ビル周辺の0.6haに、再開発ビル・公園「権堂イーストプラザ」の建設が始まる。
- 2015年（平成27年）1月5日 - 権堂イーストプラザ市民交流センターがオープン。
- 2015年（平成27年）8月28日 - 権堂町交番、アーケードから権堂イーストプラザ南側に移転。
- 2020年（令和2年）6月7日 - イトーヨーカドー長野店閉店。42年の歴史に幕を下ろす。
- 2022年（令和4年）9月30日 - イトーヨーカドー長野店が入居していた長電権堂ビルを改装（減築）し、綿半スーパーセンター権堂店開店。

## 町内の通り

### 東西の通り

#### 権堂通り（権堂アーケード）

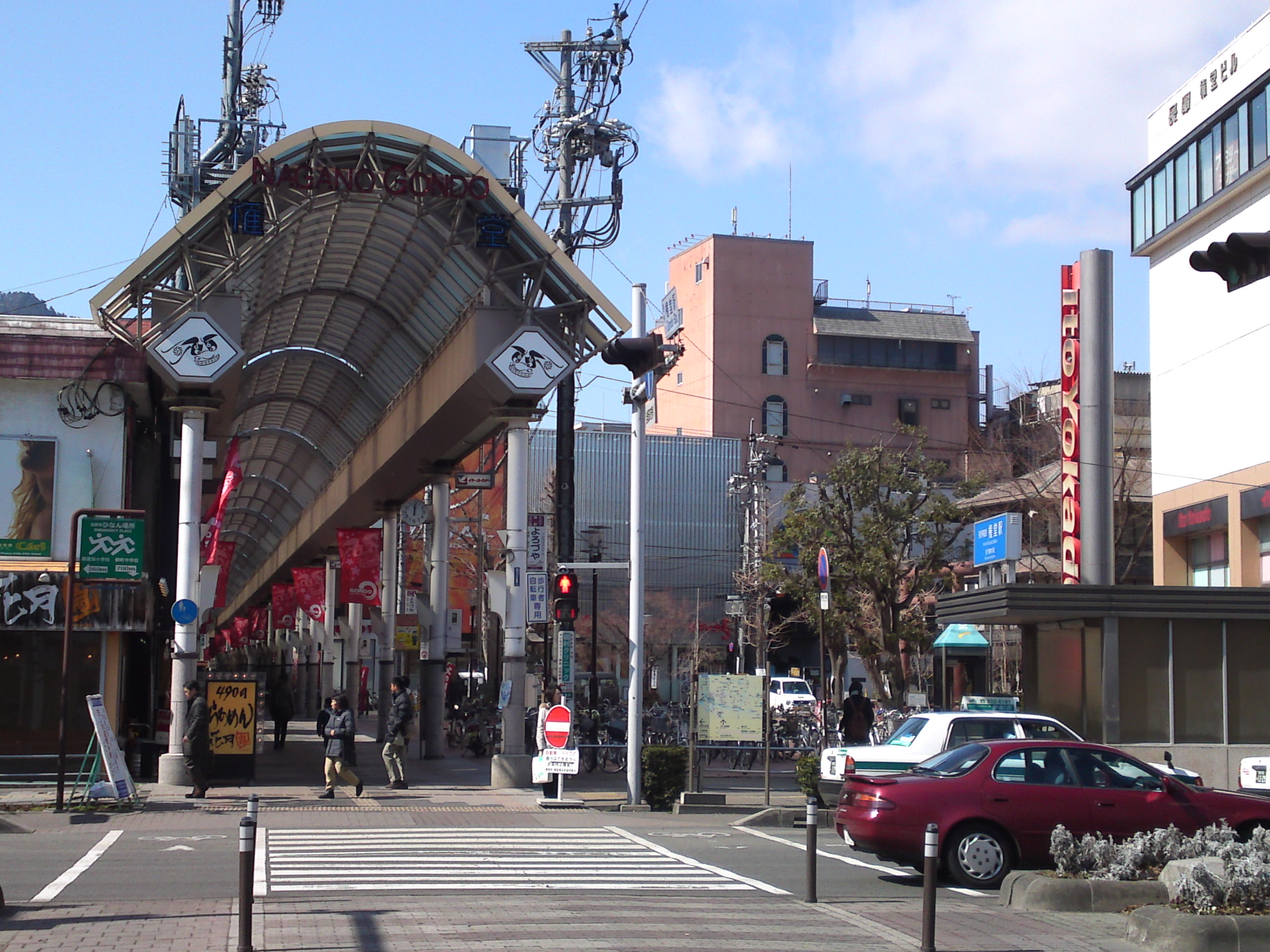
権堂アーケード（権堂駅交差点）

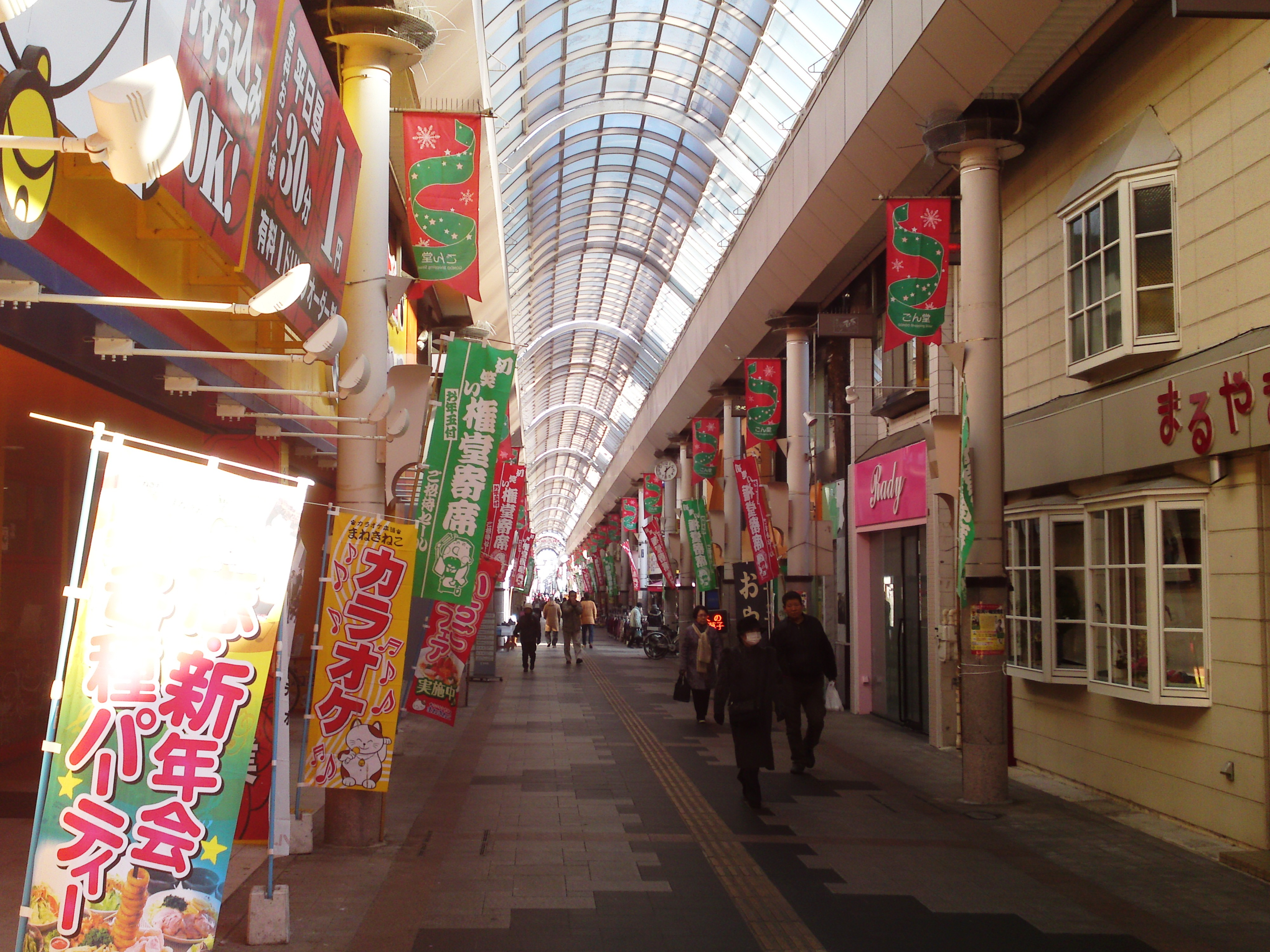
権堂アーケード内部

権堂アーケード（通り） または 権堂商店街（道路愛称名は権堂通り）は、権堂町を東西に貫くメインストリート。1日約25,000人が行き交う（2002年時点）。ただし、現在のようなメインストリートとなったのは昭和に入ってからで、それまでは表権堂通り・裏権堂通りを中心に栄えていた。1913年（大正2年）までは表参道と北国街道との間がつながっていなかったため、表参道から権堂町への出入りには金刀毘羅通りが使われていた。
1961年（昭和36年）に長野県下で初めてアーケードが設置された（当時の通りの名称は相生町通り）。この初代アーケードは、アップナード権堂（UP-NADE）と呼ばれていた時期もあった。その後老朽化により、2代目となるアーケードが1995年（平成7年）に完成した。2代目のアーケードは開閉式であり、晴天時には屋根を開くことができる。長野七夕まつり（7月中旬〜8月7日）の際には各商店や会社が製作した巨大な七夕飾りがアーケードの屋根に吊るされる。
アーケードを擁する権堂商店街のシンボルは町に伝わる勢獅子（きおいしし）であり、アーケードのそこここに獅子がデザインされているほか、アーケード東端の秋葉神社境内に獅子頭の大きな銅像が置かれている。このブロンズの獅子頭は1996年に建立されたもので、当初愛称は「シシ公」とされていた。原型製作は田畑功。
全線歩行者専用道路であり、自動車の通行は原則できない。
西端は中央通り（表参道）。東端は緑町通り（権堂東入口交差点）で、そのまま西鶴賀町方面（かつての鶴賀新地）へとつながる。
| 交差する通り 南←〈権堂通り〉→北 | 交差する通り 南←〈権堂通り〉→北 | 交差する通り 南←〈権堂通り〉→北 | 交差点名   |
| ------------------------------- | ------------------------------- | ------------------------------- | ---------- |
| 〈中央通り〉（善光寺表参道）    | 西↑ ∧権堂通り∨ ↓東              | 〈中央通り〉（善光寺表参道）    |            |
| 〈表権堂通り〉（旧北国街道）    | 西↑ ∧権堂通り∨ ↓東              | 〈表権堂通り〉（旧北国街道）    |            |
| 〈裏権堂通り〉（柳通り）        | 西↑ ∧権堂通り∨ ↓東              | 〈裏権堂通り〉（柳通り）        |            |
| 〈花柳通り〉                    | 西↑ ∧権堂通り∨ ↓東              | 〈秋葉横丁〉                    |            |
|                                 | 西↑ ∧権堂通り∨ ↓東              | 〈秋葉通り〉                    |            |
| 〈長野大通り〉                  | 西↑ ∧権堂通り∨ ↓東              | 〈長野大通り〉                  | 権堂駅     |
| 〈緑町通り〉                    | 西↑ ∧権堂通り∨ ↓東              | 〈緑町通り〉                    | 権堂東入口 |
| 西鶴賀商店街                    |                                 |                                 |            |

沿道
- 北野文芸座
- 権堂まちづくりセンター（2015年7月末で閉鎖）
- 往生院 (長野市)
- 長野松竹相生座 - 1892年（明治25年）建造の、国内で現存最古の木造映画館
  - 長野ロキシー
- 秋葉神社
- 綿半スーパーセンター権堂店（旧・イトーヨーカドー長野店）
- 長野中央警察署 権堂町交番
- 権堂駅
- 権堂イーストプラザ
  - 市民交流センター
  - 長野電鉄 本社

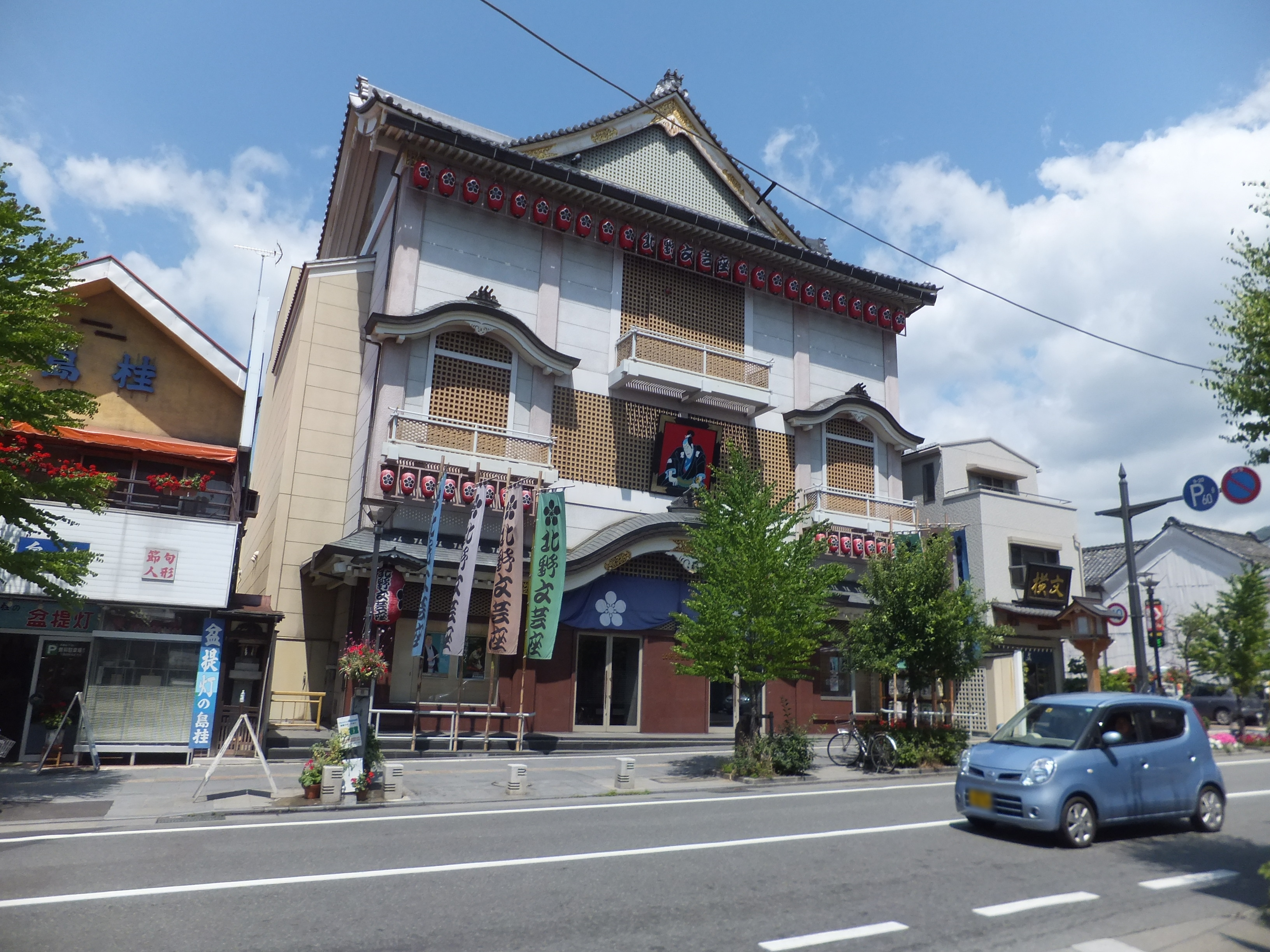
北野文芸座
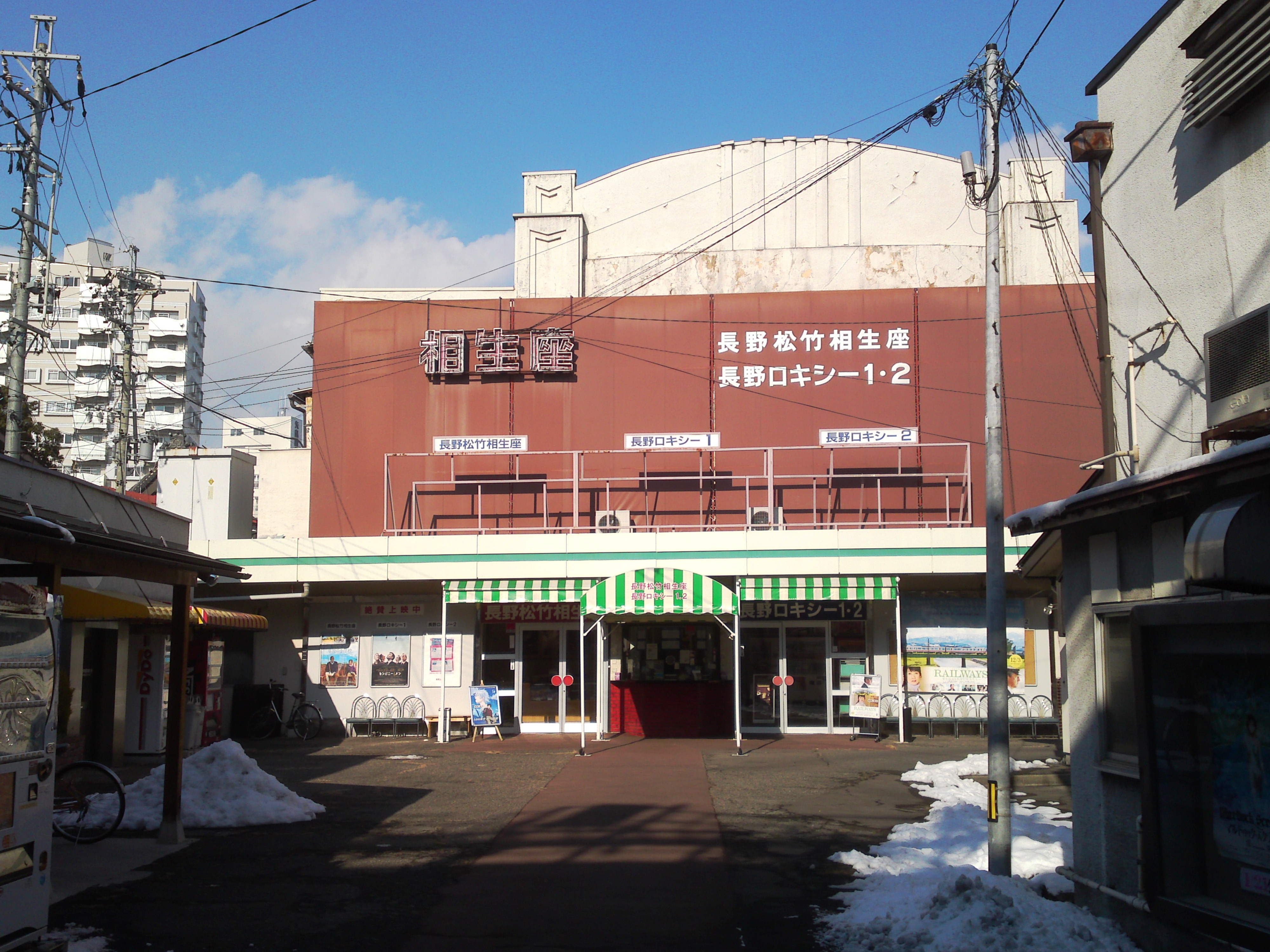
長野松竹相生座・長野ロキシー
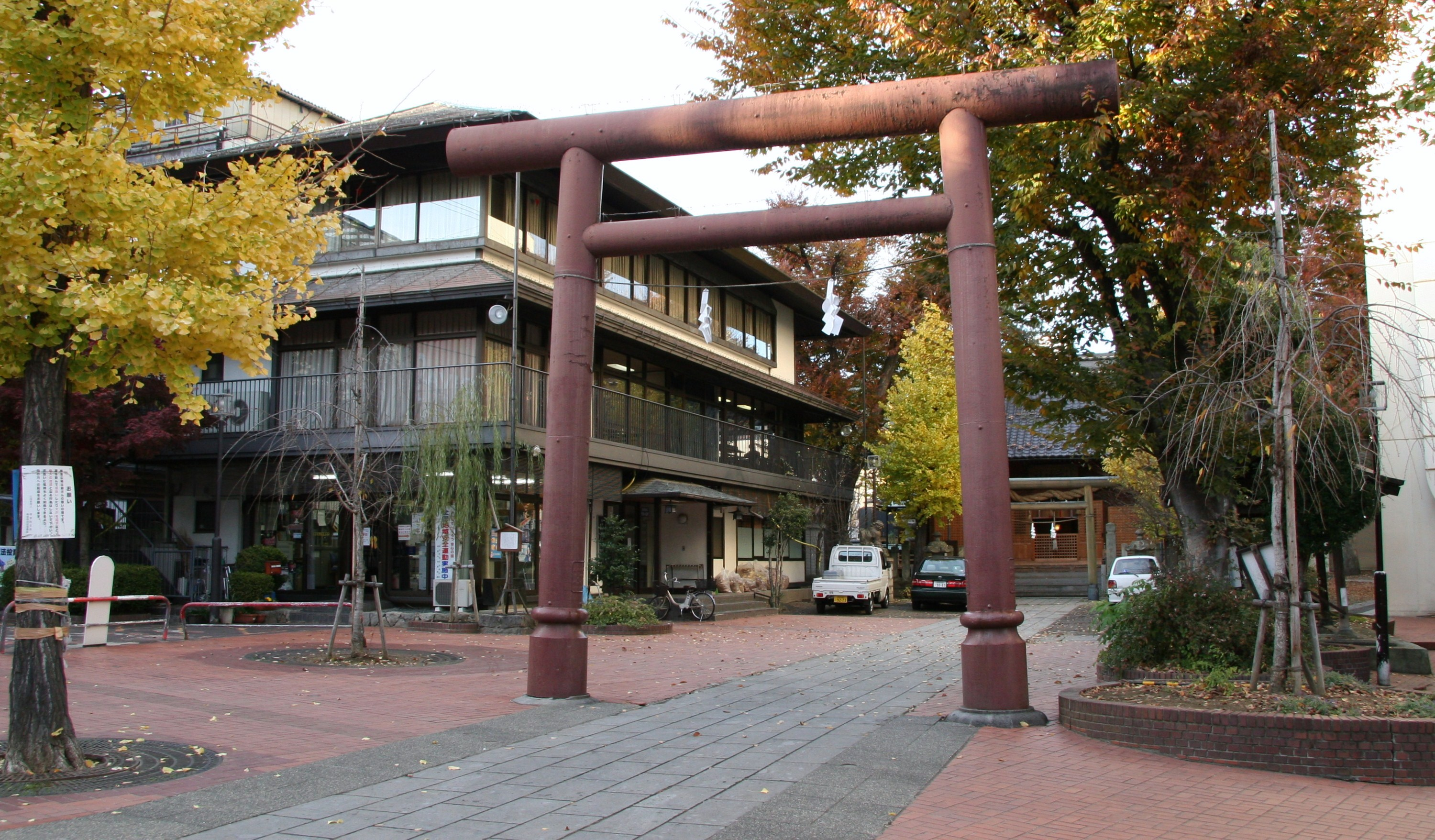
秋葉神社
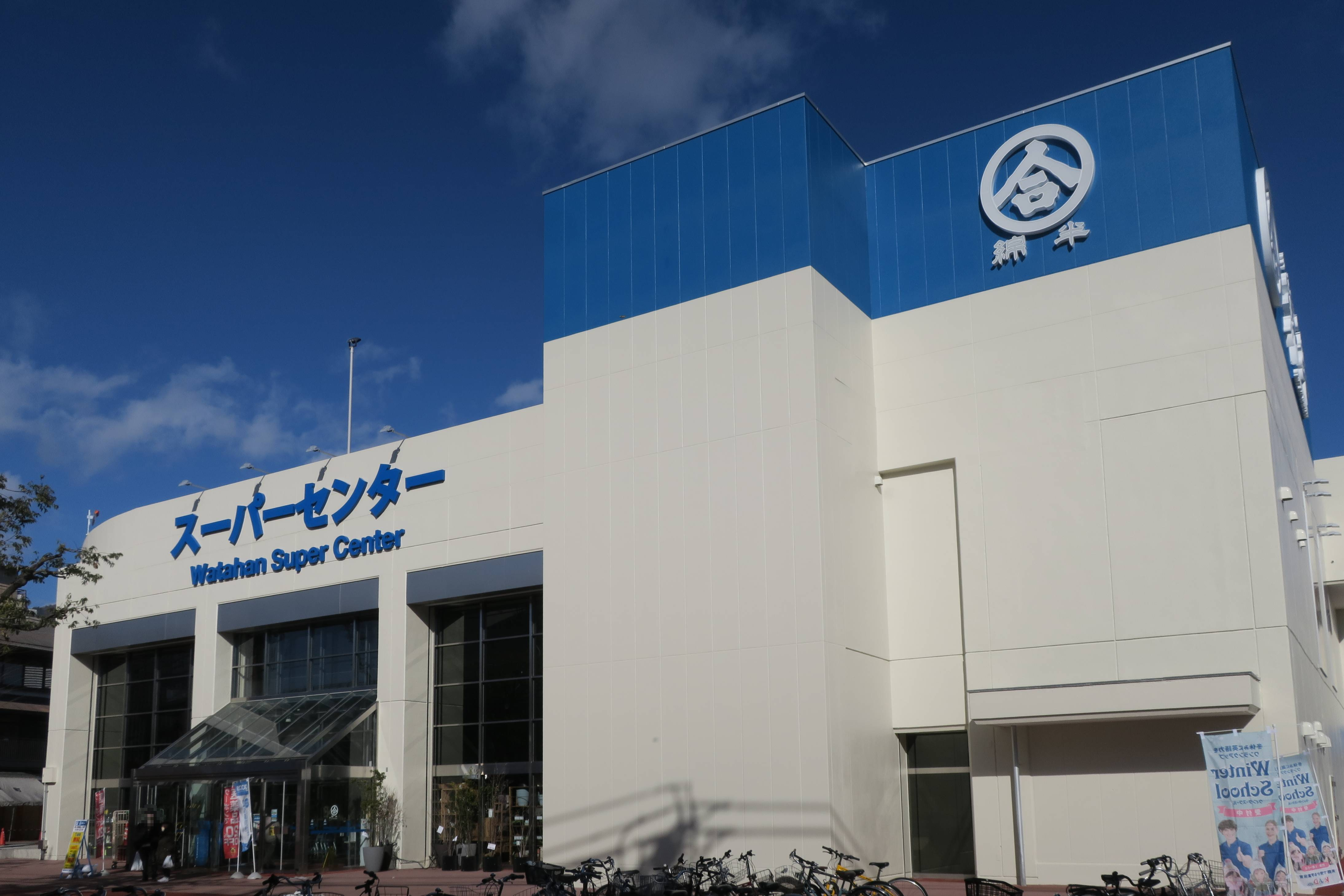
綿半スーパーセンター権堂店
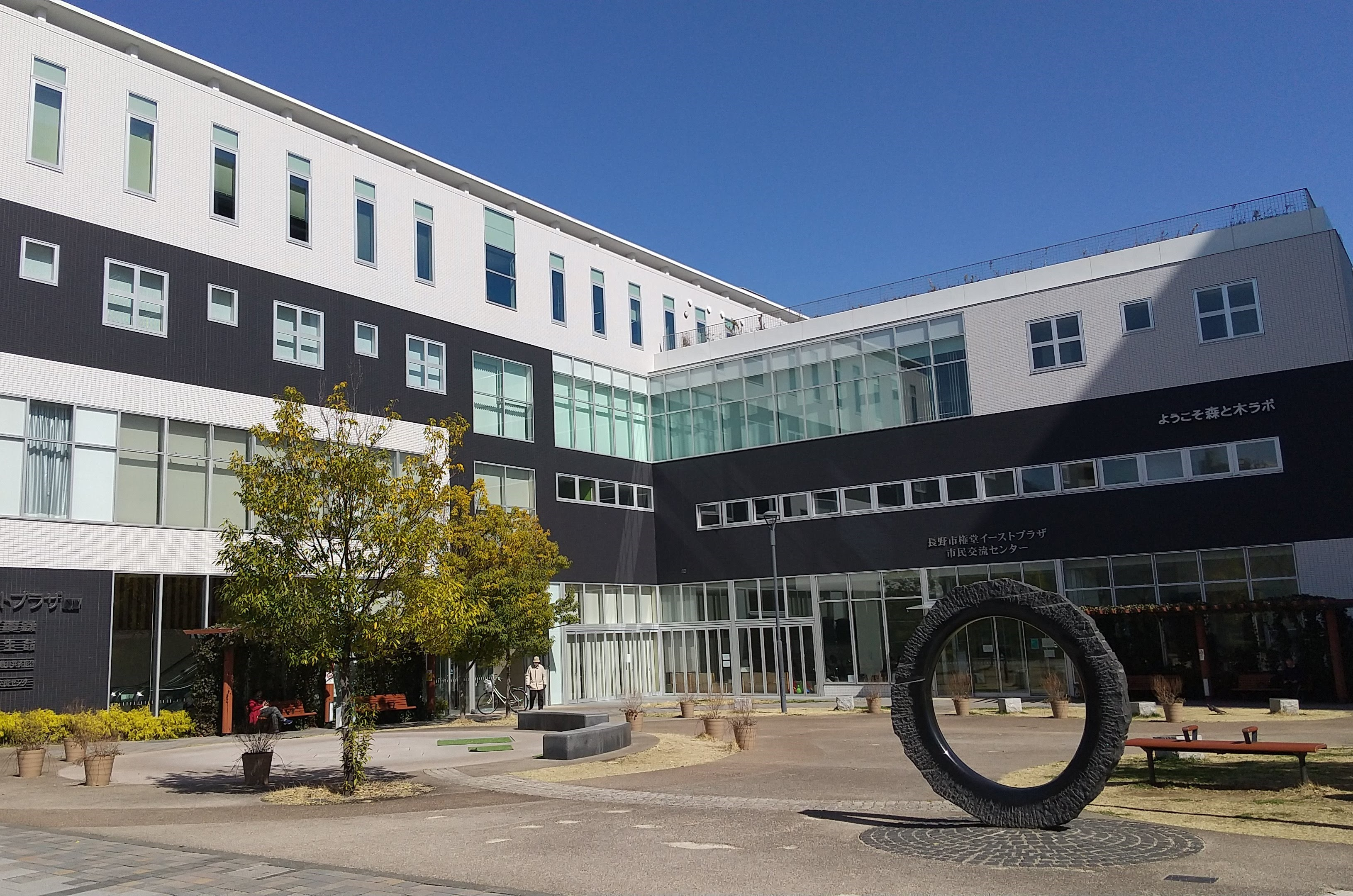
権堂イーストプラザ

#### 金刀毘羅通り・中劇通り
権堂アーケードの南に並行する通りは、概ね上千歳町通り交点を境に、西を金刀毘羅通り（こんぴらどおり）、東を中劇通り（ちゅうげきどおり）と呼ぶ。
金刀毘羅通りは1981年（昭和56年）まで権堂小路と呼ばれており、1913年（大正2年）までは表参道に接続していなかった相生町通り（現在の権堂アーケード）に代わって権堂の表玄関となっていた。名称は、通りの途中にある金刀毘羅神社に由来する。
中劇通りの名は、通りの途中にあった映画館「長野東宝中劇」（2007年閉館）に由来する。
どちらの通りも、西行き一方通行である。
西端は中央通り（表参道）。東端は長野大通り（権堂南交差点）で、そのまま緑横丁へとつながる。
| 交差する通り 南←〈金刀毘羅通り・中劇通り〉→北 | 交差する通り 南←〈金刀毘羅通り・中劇通り〉→北 | 交差する通り 南←〈金刀毘羅通り・中劇通り〉→北 | 交差点名 |
| --------------------------------------------- | --------------------------------------------- | --------------------------------------------- | -------- |
| 〈中央通り〉（善光寺表参道）                  | 西↑ ∧金刀毘羅                                 | 〈中央通り〉（善光寺表参道）                  | 後町     |
| 〈表権堂通り〉（旧北国街道）                  | 西↑ ∧金刀毘羅                                 | 〈表権堂通り〉（旧北国街道）                  |          |
| 〈上千歳町通り〉                              | 西↑ ∧金刀毘羅                                 | 〈裏権堂通り〉（柳通り）                      |          |
| 〈花柳通り〉                                  | 中劇∨ ↓東                                     | 〈花柳通り〉                                  |          |
| 〈長野大通り〉                                | 中劇∨ ↓東                                     | 〈長野大通り〉                                | 権堂南   |
| 緑横丁                                        |                                               |                                               |          |

沿道
- セントラルスクゥエア

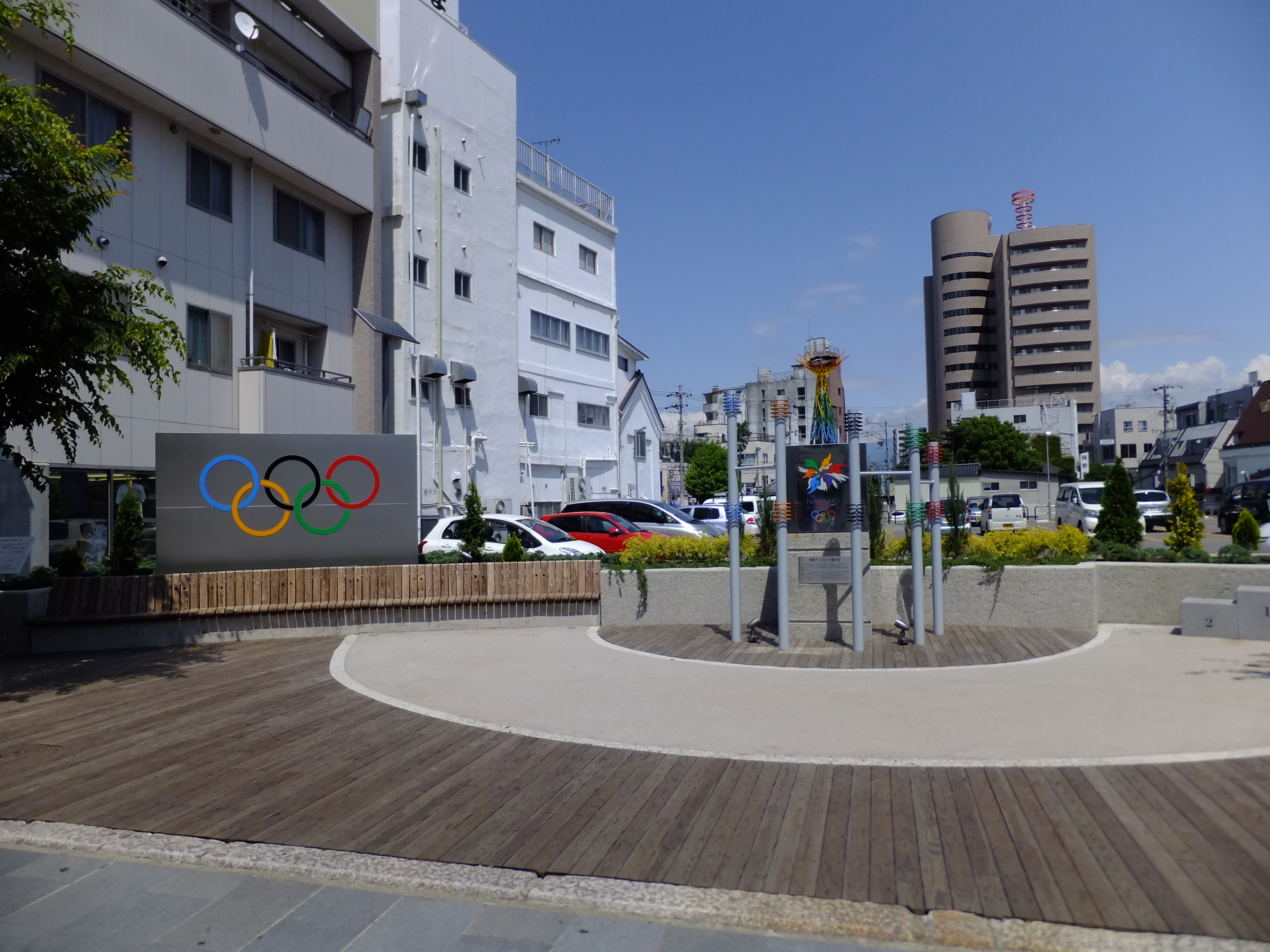
セントラルスクゥエア 表参道長野オリンピックメモリアルパーク

- 地蔵庵 - もと西旭山地蔵寺といい、改観によって1748年（寛永元年）に創建された。1873年（明治6年）、檀家のない寺庵を廃する政府の方針で廃庵になるが、1880年（明治13年）頃、政府の方針の転換もあって復興したと思われる。本尊は改観が刻んだという石仏地蔵菩薩坐像である。門前には六地蔵石仏がある。かつては8月23日に盛大に地蔵盆が行われていた[20]。

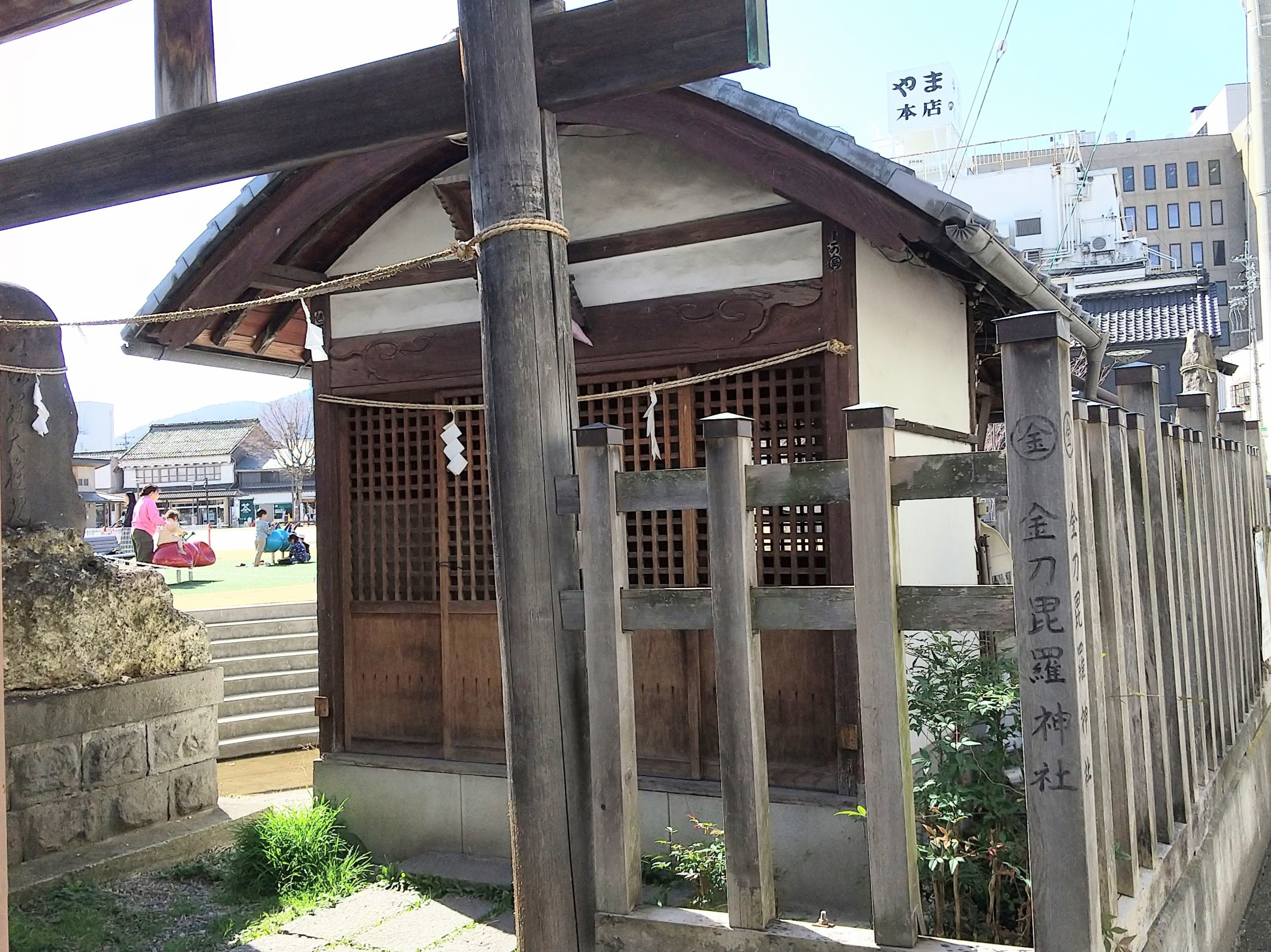
金毘羅神社

- 金毘羅神社金毘羅神社 - 創立年不明だが、古くからこの地にあり、鶴賀地域唯一の金毘羅神社として参拝されてきた。長野町となった頃には、商業地の中心にある関係上、商売繁盛の守護神として崇敬人が増え、明治中頃から大正初期の秋季大祭には、隣町近村から奉納される御神楽は十数座に及ぶ賑わいだったという。しかしその後、権堂の秋葉神社に合祀しようとしたところ、移転に賛成した人々を不幸が襲った。それゆえ、1931年（昭和6年）再び現在地に戻ったという[21]。
- 聖徳太子碑 - 聖徳太子は職人の守護神であり、この碑は1805年（文化2年）、主に権堂に住む職人関係の講中によって建てられた。名前が確認できる中に、国定忠治の友人であった高橋伊伝次のものがある。この碑は元々秋葉神社境内にあったが、1969年（昭和44年）境内に遊園地をつくるため、現在地に移された[21]。
- 内藤石見正（いわみのかみ）筆塚 - 権堂で書道と算数を教えていた、内藤石見正という先生の門徒たちが建てた彰徳碑である。1837年（天保8年）に亡くなった先生の碑を1856年（安政3年）につくったということで、よほど人気があったと思われる[21]。
- 山京パレス
- ダイヤモンドタウン
- 長野東宝中劇 - 長野市営中央映画劇場として1948年（昭和23年）開館。2007年（平成19年）閉館

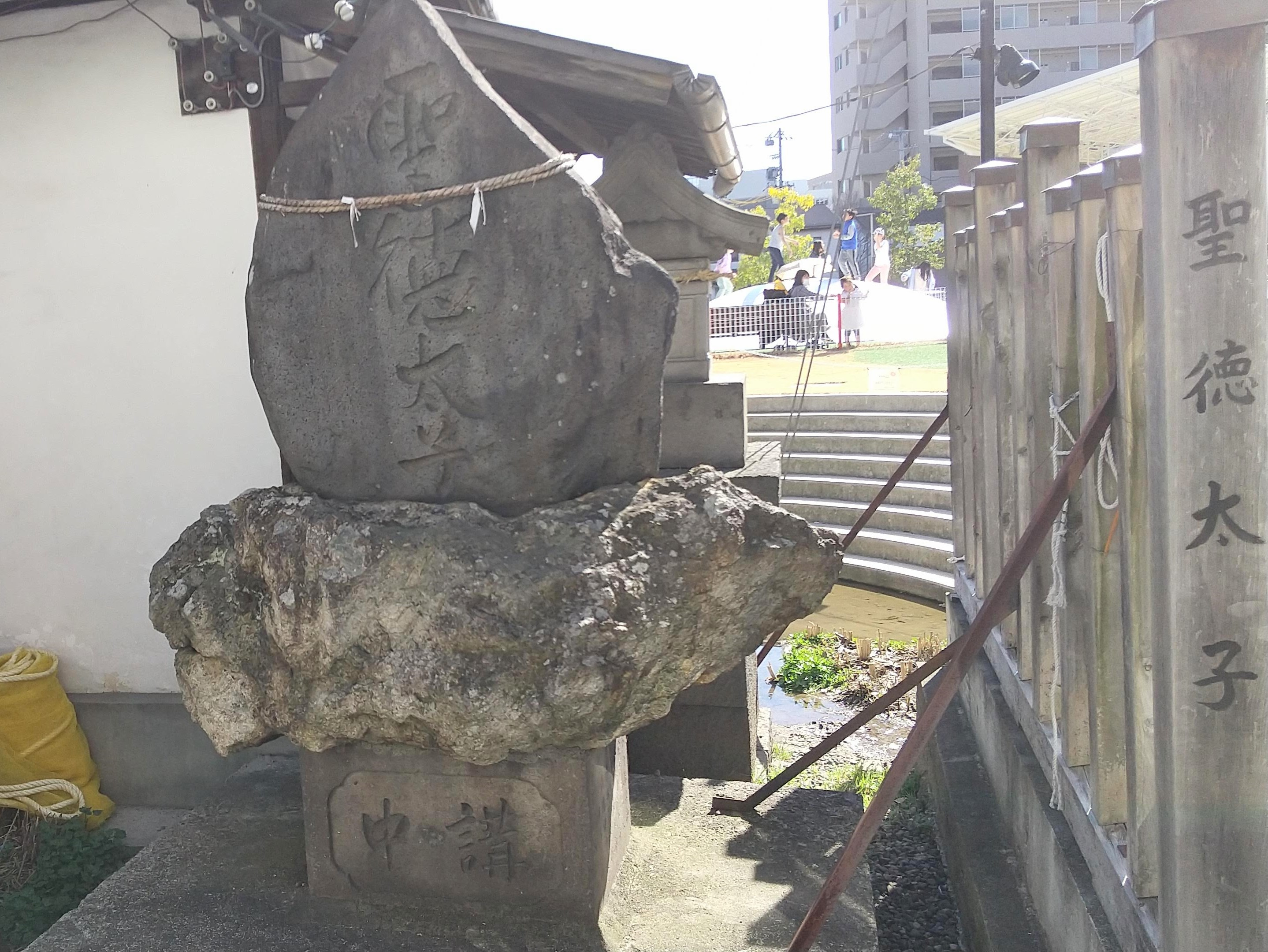
聖徳太子碑
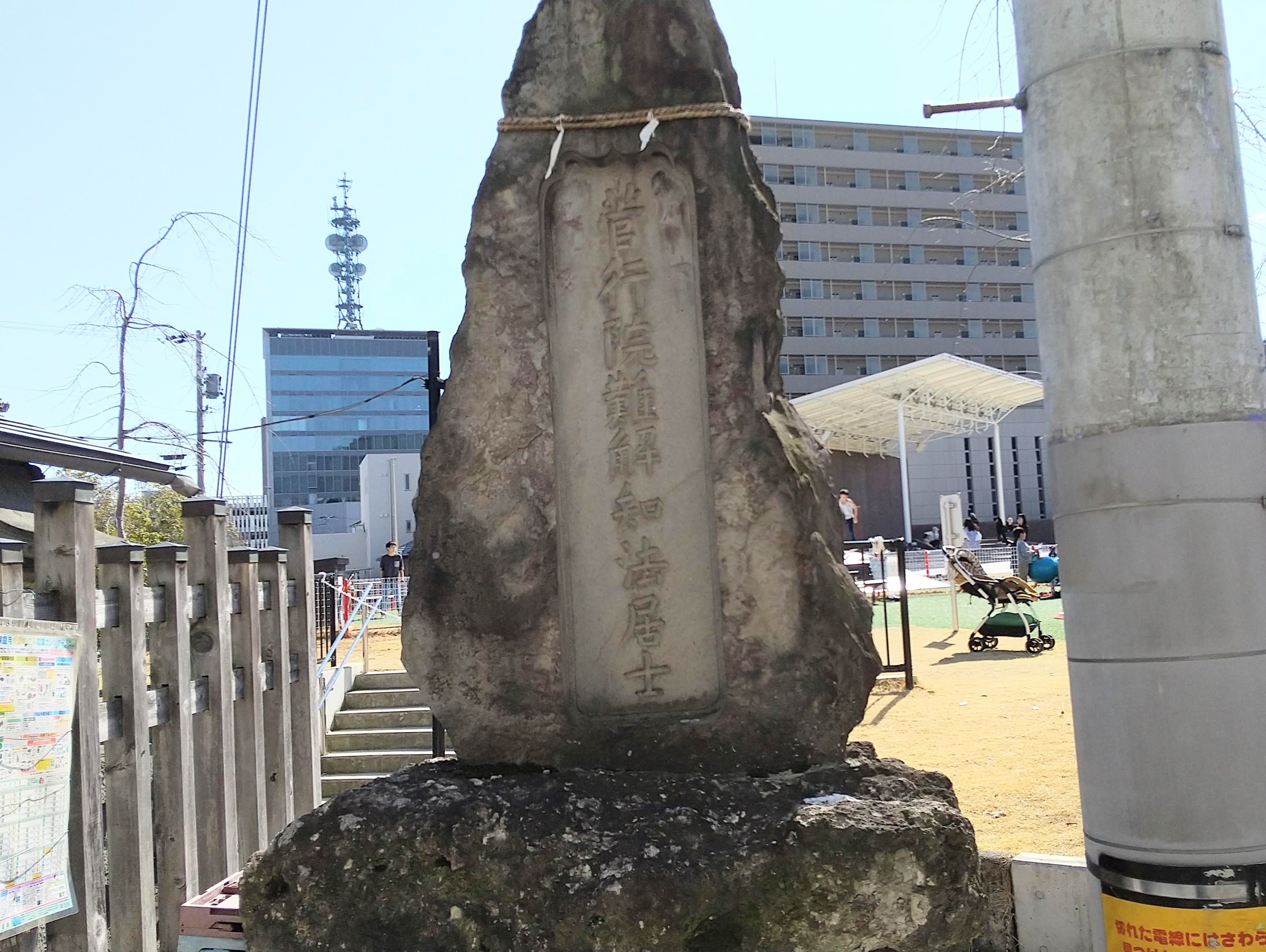
内藤石見正筆塚

### 南北の通り
中央通り（表参道）・長野大通りについては各項参照。

#### 表権堂通り
中央通りの東に並行する通りは表権堂通り（おもてごんどうどおり）と呼ばれる。旧北国街道である。インターロッキング敷きで、北に向って緩やかな上り坂になっている。
北端は市道（旧国道406号）で、そのまま東町方面へとつながる。南端は金刀毘羅通りである。
| 交差する通り 西←〈表権堂通り〉→東 | 交差する通り 西←〈表権堂通り〉→東 | 交差する通り 西←〈表権堂通り〉→東 | 交差点名 |
| --------------------------------- | --------------------------------- | --------------------------------- | -------- |
| 東町通り                          |                                   |                                   |          |
| 〈市道〉（旧国道406号）           | 北↑ ∧表権堂通り∨ ↓南              | 〈市道〉（旧国道406号）           |          |
| 〈権堂通り〉（権堂アーケード）    | 北↑ ∧表権堂通り∨ ↓南              | 〈権堂通り〉（権堂アーケード）    |          |
| 〈金刀毘羅通り〉                  | 北↑ ∧表権堂通り∨ ↓南              | 〈金刀毘羅通り〉                  |          |

沿道
- 長野権堂郵便局

#### 裏権堂通り・上千歳町通り
表権堂通りの東に並行する通りは、概ね金刀毘羅通りを境に、北を裏権堂通り（うらごんどうどおり） または 柳通り（やなぎどおり）、南を上千歳町通り（かみちとせまちどおり）と呼ぶ。
裏権堂通り（柳通り）は、長野市で初めてネオン街灯が設置された通りである。赤色のインターロッキング敷きで、北に向って緩やかな上り坂になっている。南行き一方通行である。
北端は市道（旧国道406号）で、そのまま東町方面へとつながる。南端は国道19号昭和通り（上千歳町交差点）で、そのまま千歳町通りへとつながる。
「柳通り」の名前の由来は、かつてここに「忠治柳」という国定忠治ゆかりの柳の木があったからである。昔、長岡の百姓喜右衛門が娘お福を50両の前借金で一年間山形屋に奉公に出した。山形屋藤蔵は手下を回して帰路に喜右衛門から50両を奪い取った。権堂の宿でこの話を聞いた忠治は、山形屋へ乗り込んで50両を取り戻してやった。その時のかけ合いに、忠治は柳の小枝を投げて去った。藤蔵の女房おれんがそれを地面に挿しておくと、いつの間にか大きな柳の木となった。これが忠治柳の伝承である。
もっとも、実際には山形屋は存在せず、これは創作らしい。しかし、権堂には忠治の友人である高橋伊伝次がいたことがわかっており、忠治ゆかりの地であった。忠治柳は1965年（昭和40年）に切り倒されてしまったが、1967年（昭和42年）には群馬の養寿寺から分骨してもらい、秋葉神社の境内に国定忠治の墓ができた。かつて権堂には「忠治まつりの会」があり、毎年12月21日の忠治の命日には、権堂商店街が「ヤナギ祭り」を行っていたという。それにちなみ、権堂では2011年までに3回に渡って再び「国定忠治まつり」が開かれた。また、2010年には秋葉神社の境内に再び「忠治柳」が植えられた。
| 交差する通り 西←〈裏権堂通り・上千歳町通り〉→東 | 交差する通り 西←〈裏権堂通り・上千歳町通り〉→東 | 交差する通り 西←〈裏権堂通り・上千歳町通り〉→東 | 交差点名 |
| ----------------------------------------------- | ----------------------------------------------- | ----------------------------------------------- | -------- |
| 〈市道〉（旧国道406号）                         | 北↑ ∧裏権堂                                     | 〈市道〉（旧国道406号）                         |          |
| 〈権堂通り〉（権堂アーケード）                  | 北↑ ∧裏権堂                                     | 〈権堂通り〉（権堂アーケード）                  |          |
| 〈金刀毘羅通り〉                                | 北↑ ∧裏権堂                                     | 〈中劇通り〉                                    |          |
| 〈キクヤ小路〉                                  | 上千歳町∨ ↓南                                   |                                                 |          |
| 〈県庁緑町線〉（寿町通り先線）                  | 上千歳町∨ ↓南                                   | 〈県庁緑町線〉（寿町通り先線）                  |          |
| 〈松沢新道〉                                    | 上千歳町∨ ↓南                                   |                                                 |          |
| 〈昭和通り〉（国道19号）                        | 上千歳町∨ ↓南                                   | 〈昭和通り〉（国道19号）                        | 上千歳町 |
| 千歳町通り                                      |                                                 |                                                 |          |

沿道
- ネオンホール
- 明行寺
- 長野東映 - 1958年（昭和33年）開館、2006年（平成18年）閉館
- 山京パレス

#### 秋葉横丁・花柳通り
裏権堂通りの東に並行する通りは、権堂アーケードを境に、北を秋葉横丁（あきばよこちょう）、南を花柳通りと呼ぶ。秋葉横丁は北端が西方に屈折している。
秋葉横丁は石畳の狭い小路である。
北西端は秋葉通りで、そのまま長野大通り方面へとつながる。南端は市道（鍋屋田小学校前）である。
| 交差する通り 西←〈秋葉横丁・花柳通り〉→東 | 交差する通り 西←〈秋葉横丁・花柳通り〉→東 | 交差する通り 西←〈秋葉横丁・花柳通り〉→東 | 交差点名 |
| ----------------------------------------- | ----------------------------------------- | ----------------------------------------- | -------- |
| 〈秋葉通り〉                              | 北↑ ∧秋葉横丁                             | 〈秋葉通り〉                              |          |
| 〈権堂通り〉（権堂アーケード）            | 北↑ ∧秋葉横丁                             | 〈権堂通り〉（権堂アーケード）            |          |
| 〈金刀毘羅通り〉                          | 花柳∨ ↓南                                 | 〈中劇通り〉                              |          |
| 〈県庁緑町線〉（寿町通り先線）            | 花柳∨ ↓南                                 | 〈県庁緑町線〉（寿町通り先線）            |          |
| 長野市立鍋屋田小学校北門                  |                                           |                                           |          |

沿道
- 秋葉神社
- あきばの泉
- ダイヤモンドタウン
- 長野市立鍋屋田小学校

#### 秋葉通り
秋葉神社境内の西端を通る通りは、秋葉通り（あきばどおり）と呼ばれる。
北端は市道（旧国道406号）で、そのまま三輪田町方面へとつながる。南端は権堂通り（権堂アーケード）である。
| 交差する通り 西←〈秋葉通り〉→東 | 交差する通り 西←〈秋葉通り〉→東 | 交差する通り 西←〈秋葉通り〉→東 | 交差点名 |
| ------------------------------- | ------------------------------- | ------------------------------- | -------- |
| 田所町通り                      |                                 |                                 |          |
| 〈市道〉（旧国道406号）         | 北↑ ∧秋葉通り∨ ↓南              | 〈市道〉（旧国道406号）         |          |
| 〈秋葉横丁〉                    | 北↑ ∧秋葉通り∨ ↓南              |                                 |          |
| 〈権堂通り〉（権堂アーケード）  | 北↑ ∧秋葉通り∨ ↓南              | 〈権堂通り〉（権堂アーケード）  |          |

沿道
- 秋葉神社
  - 四条霊社

## 町内の区分
権堂町区では、一丁目から十丁目までの小区分を用いることがある。なお、住所表示に用いられるものではない。
- 権堂町一丁目 - 概ね表権堂通り沿い（南側）
- 権堂町二丁目 - 概ね表権堂通り沿い（中央部）
- 権堂町三丁目 - 概ね表権堂通り沿い（北側）
- 権堂町四丁目 - 概ね裏権堂通り沿い（北側）
- 権堂町五丁目 - 概ね裏権堂通り沿い（中央部）
- 権堂町六丁目 - 概ね裏権堂通り沿い（南側）
- 権堂町七丁目 - 概ね花柳通り沿い（中劇通りより北側）
- 権堂町八丁目 - 概ね秋葉横丁沿い〜緑町通りの間の一帯（権堂アーケードより北側）
- 権堂町九丁目 - 概ね秋葉神社正面の路地沿い〜緑町通りの間の一帯（権堂アーケードより南側）
- 権堂町十丁目 - 概ね花柳通り〜緑町通りの間の一帯（中劇通りより南側）

## 伝統芸能

### 御祭礼
権堂町は弥栄神社（上西之門町）御祭礼で屋台巡行をする御祭礼町20町の一つである。始まりとなる1871年（明治4年）から御祭礼に加わり、1928年（昭和3年）からは正式に年番（当番）町として参加するようになった。ただ昭和前期は、屋台が出たのは昭和３、４、８年のみと、まだ屋台の出番は少なかった（昭和13～20年は戦中につき中止）。
しかし、1952年（昭和27年）以降は、権堂の大獅子と踊り屋台が巡行の先頭をつとめるようになる。権堂町の屋台は、1913年（大正2年）制作の、上段が踊り屋台・下段が囃子方という二階建てのものである。

### 勢獅子
勢獅子（きおいじし）は、権堂に古くから伝わる獅子舞。その起源は古く、はっきりとしたことはわかっていないが、天保2、3年（1831、2年）頃、にぎやかな権堂村の若い者が昔から伝わっていた木造の獅子舞を舞い、囃子に合わせて悪魔祓いと称し、正月、祇園祭等に乱暴御免とばかり、他の町内まで暴れ回っていた、と伝わる。また、1848年（嘉永元年）頃には暴れ獅子があまりに他の町にまで暴れまわったので、門前町より水茶屋（女郎屋）を廃止し暴れ獅子を中止せよ等の抗議が出たという。
またこれも伝承だが、1871年（明治4年）天長節（明治天皇の誕生日11月3日）を祝うため、権堂の若衆に騒いでもらいたいと、県庁の大参事が大獅子をつくった。無論、それは新たな長野県誕生の祝いを兼ねていたと思われる。11月3日当日には街中大いに騒ぎ回り、県庁の役人の家にまで行って踊りを披露したという。大獅子はそれが終わると県庁に返したが、それから2年後の明治6年、権堂町に下付されることとなった。ところがこれに憤慨したのが横沢町である。殊に権堂の者たちも県庁のお獅子ということを笠に着て騒ぎ回っていたので、天長節の日に横沢と権堂で大喧嘩・大乱闘が起きた。その結果、獅子の幌はぼろぼろ引き裂かれてしまった。当時の県参事・楢崎寛直はたいそう怒り、代わりに菊の御紋の入った幌を貸し与えた。この幌は権堂町の宝として長く保存されていた。そして、それ以来権堂の大獅子の幌は菊の御紋を意識して、16本の毛巻きの模様を染め出すようになった（現在は8本）。
また、獅子は暴れっぽいということで、「権堂の暴れ獅子」と呼ばれるようになったという。そして時代の変化に従って「勢獅子」と名を変え、現在に至る。
権堂の獅子は年と共に木造のものから、竹編みに布を貼ったものに変わり、型も次第に大きく作られるようになった。現在は30数キログラムとされる。弥栄神社御祭礼の際に屋台巡行と併せて舞われるほか、善光寺御開帳などの際にも舞われる。
暴れ方もひどくなり、批判も出てきたせいか、獅子舞は昭和の初めに結成された若者たちの集まりの獅子連のもとに移った。獅子を振るのは日頃から素行のよい青年に限られていたという。戦時中は中止されていたが、1946年（昭和21年）に復活。1963年（昭和38年）7月には「権堂勢獅子保存会」が結成された。また、2005年には市の無形民俗文化財に指定された。
桜枝町・松代町松代伊勢町・篠ノ井内堀・篠ノ井芝沢などにも権堂から派生した勢獅子が伝わる。

## 治安
権堂町では1965年（昭和40年）2月に暴力団員の殺人事件が、さらに7月には人身売買事件が起きるなど、暴力団関係の事件が多発。長野県警は取り締まりを強化し、民間の暴力追放運動も広まり始めた。1966年（昭和41年）5月、権堂町は全国防犯協会連合会から「全国防犯モデル地区」に指定されれる。それに伴い全国防犯モデル地区推進委員会を結成し、長野警察署と直通するインターホンを町の要所に設置、また交番のアナウンスを町内に一斉に徹底できるスピーカー42、防犯灯500基など防犯施設の充実もはかった。このような活動が実り、1968年（昭和43年）3月までの1年8ヶ月間に町内で起きた刑法犯は、指定前の1年8ヶ月間に比べて25パーセント減。殺人・強盗などの凶悪犯も7件が2件に減少した。酒の上の暴行傷害なども61件が48件に、万引きなどの盗みは100件近くも減った。
またこの当時、権堂では喧嘩が日に4、5件もあり、一時犯罪の温床とさえ呼ばれていた。1970年（昭和45年）6月、県警は権堂町とその周辺の繁華街地区を「暴力汚染防止地区」にして、暴力団の実体をつかむと共に徹底的な壊滅を目指すことにした。これに伴い、権堂町防犯協会も暴力追放宣言を採択。この当時、権堂町は同町を中心に緑町・田町・西鶴賀・上千歳町など約1キロ四方にわたり1000軒以上のバー、キャバレーや飲食店が立ち並び、以前から暴力団の進出が目立った。当時長野市内に10団体、100数十人と推定される暴力団の多くが、権堂周辺の店などを縄張りにして暗躍していた。
長野署内には「長野地区暴力取締本部」が設置され、1971年（昭和46年）には秋葉神社事務所で「暴力追放町民大会」が開かれた。しかしそれから間もない5月18日、権堂派出所近くのバーで暴力団が暴れ、経営者7人が重軽傷を負う事件が起きる。住民の批判を受け、県警本部と長野署は各店に潜行するなど、より取り締まりを強化。1975年（昭和50年）2月にはそれにより暴力団員10人を逮捕。
また1981年 - 1982年の経済不況下、権堂界隈の32軒を数えるピンクキャバレーの強引な客引きが目立った。地元商店や警察の申し入れで業界は「客引き自粛」を決めたが、1982年（昭和57年）6月までに風俗営業法県条例の客引き禁止規定で検挙された者は19人にのぼった。そのほとんどは悪質現行犯だった。翌1983年（昭和58年）に権堂町商店街連合会は「悪質客引防止撲滅運動」の署名活動を実施。その後、1985年（昭和60年）2月に新たな風俗営業適正化法が施行され、悪質な客引きは影を潜めていった。
2006年（平成18年）11月にさらに風俗営業法が改正。客引き自体が規制されたが、実際にはまだ客引きは目立っていた。これに対し長野中央警察署は、2007年（平成19年）に発足した長野市中心商店街環境健全化協議会とともに「長野市繁華街クリーンアップ作戦」を実施。2008年（平成20年）上半期には風俗営業法違反で12店舗36件を行政処分した。これは長野県内の全処分数（105件）の1/3近い。さらに2008年10月1日には長野県迷惑防止条例が改正され、客引き行為の規制が強まっている。しかし、こうした客引き規制の強化から逃れる形で、町内の無料案内所の数は条例改正後4倍近く増加しているという。
また殺人事件や連続放火事件など凶悪犯罪も発生していることから、権堂商店街協同組合は2008年（平成20年）、権堂アーケードに12台の防犯カメラを約500mおきに設置した。公道に防犯カメラが設置されるのは長野市内で初めてである。

## 交通

### 鉄道

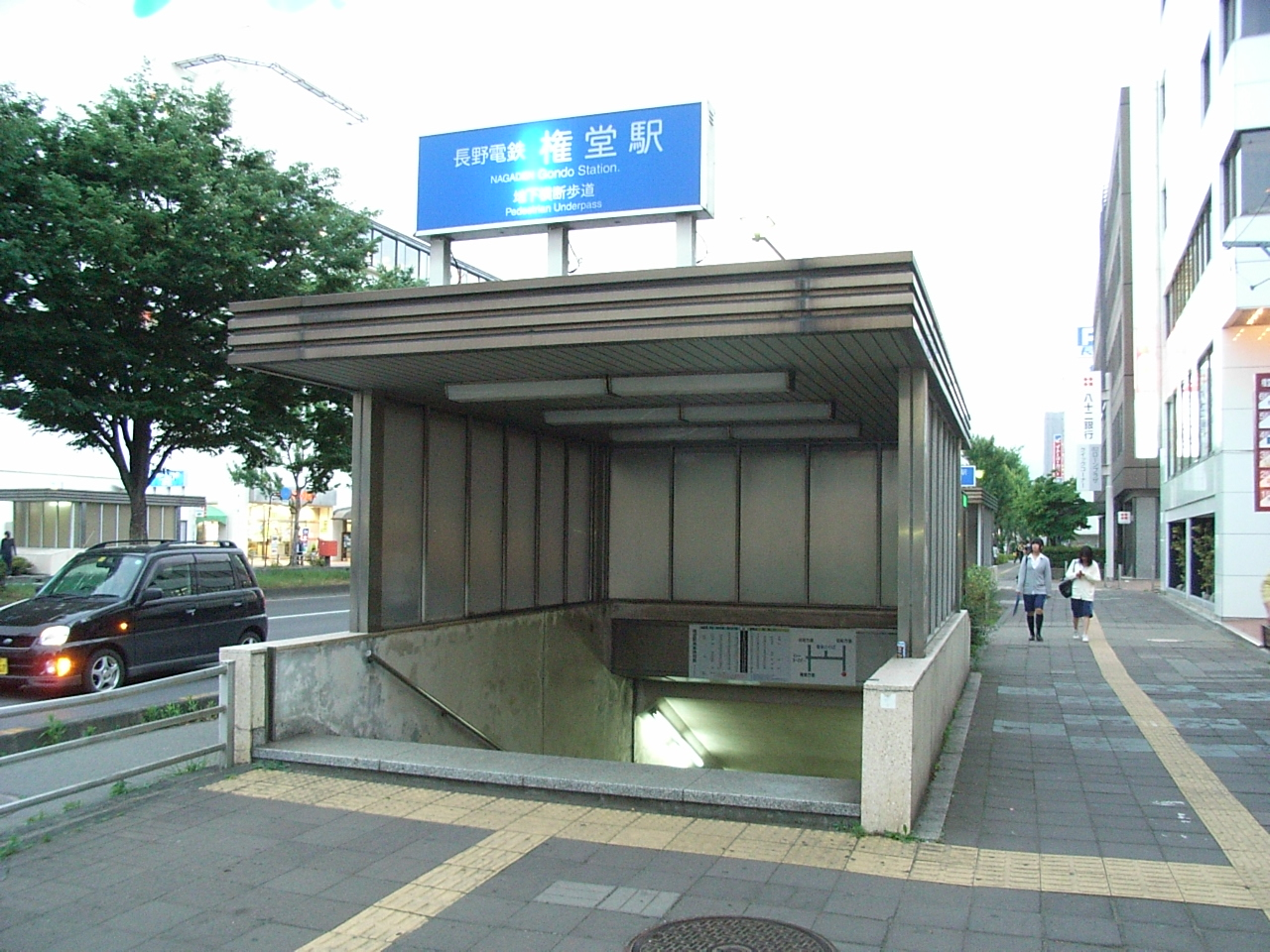
長野電鉄権堂駅入口

長野大通りの地下に長野電鉄長野線が走っている。権堂駅は長野電鉄本社前にあり、A特急・B特急とも停まる主要駅となっている。
- 長野電鉄
  - 長野線：権堂駅（権堂町） - 市役所前駅（上千歳町）

### 路線バス
長野大通りに長電バス（権堂停留所ほか）、中央通りにアルピコ交通（川中島バス）（権堂入口停留所・セントラルスクゥエア停留所ほか）が走っている。どちらも各社の路線系統の多くが集中する幹線である。
- 長電バス
  - 高速バス ：東京（池袋）方面・大阪（なんば）方面・新潟方面
  - 51 長野駅 - 市民病院 - 柳原
  - 52 長野駅 - 運動公園東
  - 55 長野駅 - 牟礼
  - 61 長野駅 - 若槻団地 - 浅川西条
  - 62 長野駅 - 東長野病院
  - 63 長野駅 - 三才駅 - 市民病院 - 柳原
  - 64 長野駅 - 檀田 - 三才駅 - 市民病院 - 柳原
- アルピコ交通（川中島バス）
  - 10 （びんずる号）長野駅 - 善光寺大門
  - 11 / 21 大塚南 / 松岡 - 長野駅 - 宇木
  - 16 長野駅 - 若槻団地 - 若槻東条
  - 17 長野駅 - 浅川西条 - 若槻東条
  - 26 信州新町 - 長野駅 - 善光寺大門
  - 27 初引 - 高府 - 長野駅 - 善光寺大門
  - 70急 長野駅 - 戸隠高原
  - 73 長野駅 - 戸隠中社宮前
  - 74 長野駅 - 鬼無里
  - 79 長野駅 - 滝屋
- ぐるりん号
  - C 市街地循環ぐるりん号